# Masaichi Niimi
Masaichi Niimi (新見 政一, Niimi Masaichi) (4 février 1887 - 2 avril 1993) est un vice-amiral de la marine impériale japonaise qui s'est occupé de la partie navale de la capture de Hong Kong.

## Biographie
Né à Hiroshima, Niimi est le deuxième fils d'une famille paysanne productrice de sauce de soja. Il entre à l'académie navale impériale du Japon le 2 décembre 1905 et en sort diplômé de la 36e promotion le 21 novembre 1908, étant classé 15e sur 191 cadets. Nommé aspirant, il sert sur les croiseurs Aso et Izumo. Il devient enseigne le 15 janvier 1910 et promu sous-lieutenant le 1er décembre 1911.
Il étudie l'artillerie navale et les torpilles en 1910 et est ré-affecté sur l'Aso puis sur le destroyer Yayoi.
Promu lieutenant le 1er décembre 1914, il sert sur le croiseur Katori, sur le croiseur de bataille Ibuki (en), sur le cuirassé Kawachi et sur le destroyer Umikaze. Il étudie à l'école navale impériale du Japon en 1917, se spécialisant dans l'artillerie navale, et sortant 4e de sa promotion de 24 le 26 novembre 1919. Il est ensuite nommé artilleur en chef sur le cuirassé Ise et est promu lieutenant-commandant le 1er décembre 1920. Il est envoyé au Royaume-Uni comme attaché naval de 1923 à 1925, période durant laquelle il est promu commandant le 1er décembre 1924. En 1922, il fait un rapport à l'État-major de la marine impériale japonaise sur l'importance de protéger les navires marchands en temps de guerre.
De retour au Japon, il est affecté comme commandant en second sur le croiseur Kuma en 1926. Il est promu capitaine le 30 novembre 1929. Le 1er avril 1931, il reçoit son premier commandement à la tête du croiseur Ōi. Il sert ensuite comme capitaine des croiseurs Yakumo et Maya.
Niimi est promu contre-amiral le 15 novembre 1935. En 1937, il accompagne le prince Yasuhito Chichibu au Royaume-Uni pour assister au couronnement du roi George VI et en profite pour visiter la France, l'Allemagne et les États-Unis. Après avoir servi comme chef d'État-major du district naval de Kure et de la 2e flotte, il est promu vice-amiral et nommé commandant de l'académie navale impériale du Japon le 15 novembre 1939.
Le 4 avril 1941, il prend le commandement de la 2e flotte expéditionnaire japonaise de Chine (en) et est responsable de la composante navale de la capture de Hong Kong pendant laquelle sa mission principale est de bloquer le port de la colonie britannique avec de petites embarcations de patrouille et deux croiseurs légers. Il partage officiellement la position de gouverneur de Hong Kong avec le général Takashi Sakai mais son autorité se limite aux zones maritimes au large.
Le 14 juillet 1942, il devient commandant-en-chef du district naval de Maizuru. Il se retire du service actif en mars 1944.
Niimi survit à la guerre et meurt en 1993 à l'âge très avancé de 106 ans. À sa mort, il est le dernier vice-amiral survivant de l'ancienne marine impériale japonaise.